# لور بیچ تری (آلاباما)
لور بیچ تری (به انگلیسی: Lower Peach Tree) یک منطقهٔ مسکونی در ایالات متحده آمریکا است که در شهرستان ویلکاکس، آلاباما واقع شده‌است. لور بیچ تری ۵۷٫۹۱ متر بالاتر از سطح دریا واقع شده‌است.